# 马泰·贝纽什
马泰·贝纽什（1987年11月2日—），斯洛伐克男子皮划艇运动员。他曾代表斯洛伐克参加2016年和2020年夏季奥林匹克运动会皮划艇比赛，其中2016年奥运会获得一枚银牌。